# Josef Bejr
Josef Bejr (* 9. listopadu 1974) je bývalý český fotbalový brankář.

## Fotbalová kariéra
V nejvyšší české soutěži chytal za SK Dynamo České Budějovice. Nastoupil ve 4 ligových utkáních. V nižších soutěžích chytal i za FK Slavia Mladá Boleslav a EMĚ Mělník. V sezoně 1988/89 se stal s mužstvem Autoškoda Mladá Boleslav žákovským mistrem Československa.

## Ligová bilance
| Ročník                            | Zápasy | Góly | Klub                       |
| --------------------------------- | ------ | ---- | -------------------------- |
| Česká fotbalová liga 1993/1994    | -      | 0    | FK Slavia Mladá Boleslav   |
| 1. česká fotbalová liga 1995/1996 | 4      | 0    | SK Dynamo České Budějovice |
| Česká fotbalová liga 1996/1997    | -      | 0    | SK EMĚ Mělník              |
| Česká fotbalová liga 1997/1998    | -      | 0    | SK EMĚ Mělník              |
| Česká fotbalová liga 1998/1999    | -      | 0    | SK EMĚ Mělník              |
| CELKEM 1. liga                    | 4      | 0    |                            |